# فيصل معوضة
فيصل منصور معوضة لاعب كرة قدم سعودي.
كانت بداياته مع النادي الأهلي و لعب بعدها مع أندية الاتفاق و نجران و الفيحاء و الرياض و النجوم و أبها و النجوم و الحجاز .